# جونگ این-گی
جونگ این-گی (کره‌ای: 정인기؛ زادهٔ ۱۲ سپتامبر ۱۹۶۶) بازیگر اهل کره جنوبی است. جونگ این-گی حرفهٔ بازیگری خود را در سال ۱۹۹۰ آغاز کرد و در مین استریم و فیلم مستقل و همچنین تلویزیون فعال است و از جمله کارهای قابل توجه او می‌توان به جوری (۲۰۱۳)، د فایو (۲۰۱۳) و گپ دونگ (۲۰۱۴) اشاره کرد.
از فیلم‌ها یا مجموعه‌های تلویزیونی که وی در آن نقش داشته‌است می‌توان به داغ ننگ، دوقلوها، میزبان و قایق اشاره کرد.